# Leptopsammia pruvoti
Leptopsammia pruvoti is een rifkoralensoort uit de familie van de Dendrophylliidae. De wetenschappelijke naam van de soort is voor het eerst geldig gepubliceerd in 1897 door Henri de Lacaze-Duthiers en is vernoemd naar de Franse zeebioloog Georges Pruvot. Het is een azooxanthella-soort, wat betekent dat de weefsels niet de symbiotische eencellige algen (zoöxanthellen) van het geslacht Symbiodinium bevatten, zoals de meeste koralen.

## Beschrijving
Leptopsammia pruvoti is een helder geel of oranje rifkoraal die oppervlakkig op een zeeanemoon lijkt. Het heeft een tentaculaire poliep die voortkomt uit een poreus, kalkhoudend skelet. Het skelet kan kort en cilindrisch zijn of lang en omgekeerd kegelvormig. Het is typisch solitair, maar wordt zelden gevonden in kleine groepen die een 'pseudokolonie' vormen. De tentakels zijn vrij lang en tellen rond de 96. Volledig ingetrokken zijn de tentakels nauwelijks zichtbaar in het skelet. Een zeepok, Megatrema anglicum, wordt vaak parasitair aangetroffen in L. pruvoti.

## Verspreiding
Leptopsammia pruvoti is inheems de Middellandse Zee ten westen van Cyprus en in de Adriatische Zee. Komt ook voor aan de Atlantische kusten van Portugal, Bretagne, de Kanaaleilanden en het zuidwesten van Engeland. Onafhankelijk van zonlicht wordt het gevonden onder keien, op gesteente, in spleten, onder uitsteeksels en in grotten op een diepte tussen 10 en 40 meter. 